# كالفين ريتشاردسون
كالفين ريتشاردسون (بالإنجليزية: Calvin Richardson)‏ هو مغن مؤلف ومغني أمريكي، ولد في 16 ديسمبر 1976 في مونرو في الولايات المتحدة.

## وصلات خارجية
- الموقع الرسمي
- كالفين ريتشاردسون على موقع IMDb (الإنجليزية)
- كالفين ريتشاردسون على موقع ميوزك برينز (الإنجليزية)
- كالفين ريتشاردسون على موقع ديسكوغز (الإنجليزية)